# Caput galeatum
Caput galeatum (latinsky „hlava v přilbě“) je blanitý vak který může pokrývat hlavu novorozence. Tento způsob narození je velmi vzácný, protože membrána zpravidla puká či je protržena v průběhu porodu. Není-li blána včas odstraněna, dítě se může zadusit.
Narození v této bláně bylo od starověku považováno za příznak štěstí či slávy novorozence. To odráží například české označení „čepec štěstěny“. Ten byl porodními bábami často prodáván advokátům, kterým měl zajistit štěstí při procesech.
Narození v „košili“ bylo přisuzováno různým jedincům nadaným nadpřirozenou mocí jako byly furlanští benandanti, jihoslovanští kresnici a zduhači a někdy též maďarským táltosům. Na Istrii byla tato blána malým kresnikům přikládano do podpaží, na ostrově Krk usušena a rozemleta do jídla.